# Gregorio Agós
Gregorio Agós Muruzabal (8 de junho de 1913 - 8 de setembro de 2001) é um ex-basquetebolista uruguaio que integrou a seleção uruguaia que competiu nos VI Jogos Olímpicos de Verão realizados em Berlim em 1936.